# Ermita de Santa Bárbara (Liria)
La ermita de Santa Bárbara, de Liria, se construyó en 1620 y estuvo a cargo de los franciscanos. Se encuentra en ruinas ya que fue destruida durante las invasiones napoleónicas. Es interesante su calvario, del siglo XIX.